# He-gassen
He-Gassen (giapponese: 屁合戦, letteralmente: "competizioni di scoreggia"), o Houhi-Gassen (放屁合戦), identifica sia una specifica opera giapponese, un emakimono o rotolo orizzontale conservato e studiato presso l'Università di Waseda, sia un genere o soggetto occasionalmente rappresentato nell'arte giapponese.

## Il rotolo dell'Università Waseda
Il rotolo in possesso della Biblioteca dell'Università di Waseda, recentemente digitalizzato, e riprodotto in questo articolo, è stato realizzato da un artista sconosciuto o forse da diversi artisti non identificati; reca un colophon, che indica che si tratta di un'opera del 1846 (弘化三丙午) de "Il pittore Fukuyama (福山画師) sessantanove anni Airan (六十九歳 相覧)", riproducendo un originale del 1680 (延宝八) dipinto da Hishikawa Moronobu. L'artista è forse Murakata Airan (1778-1846 circa). Il lungo rotolo presenta una quindicina di scene, la cui lettura inizia, come d'uso nei rotoli giapponesi, all'estrema destra: uomini di vario grado (i berretti neri laccati indicano i gradi di corte, gli altri sono popolani) diffondono la notizia della gara, poi scene di uomini che passano la notizia e portano ceste di un alimento che induce flatulenza (taro), una scena di cucina in cui il cibo viene preparato e mangiato, e infine scene della gara vera e propria in cui sono travolti uomini, piante e animali.

## Genere o soggetto
La battaglia dei peti è un soggetto attestato per la prima volta alla fine del periodo Heian (794–1185). Toba Sōjō (1053–1140), oltre ai suoi famosi Chōjū-jinbutsu-giga (鳥獣人物戯画, letteralmente "Caricature di animali e persone"), è anche menzionato per aver dipinto emakimono su temi come Concorso fallico e He-gassen. 
Questo soggetto è successivamente stato ripreso da diversi autori fino al XIX secolo.

### Opere note
- Kachie Emaki (勝得絵巻) (rotolo), anonimo (XV secolo, copia di un'opera precedente) -  Mitsui Memorial Museum.
- Houhe Gassen Emaki (放屁合戦絵巻) (rotolo; 1449, copia di un'opera precedente) - Suntory Museum of Art, Tokyo.
- Houhe Gassen Zu (放屁合戦図) (pannello scorrevole) - Museo d'Arte, Kōchi.
- Houhe Gassen Emaki (放屁合戦絵巻) (due rotoli) di Kawanabe Kyōsai (1867) - Kawanabe Kyosai Memorial Museum (a Warabi, Saitama). Una parodia di Kyōsai del 1876, che porta il titolo di Fart Contest as Japan Adopts Western Culture Illustrated Scroll (開化放屁合戦絵巻), fa parte di in una collezione privata.
- Onara Gassen (於那羅合戦) di Ogawa Usen (1921), Fukushima Prefectural Museum of Art.